# 白颊鼯鼠
白颊鼯鼠（学名：Petaurista leucogenys）为松鼠科鼯鼠属的动物。在中国大陆，分布于西藏、甘肃、青海、云南、四川等地。该物种的模式产地在日本。
和其他鼯鼠一样，白颊鼯鼠的四肢之间有皮翼，令他们可以在树间滑翔，有记录的最远滑翔距离可达160米。白颊鼯鼠体长25-50厘米，尾长30-40厘米，长尾巴可以在滑翔时帮助稳定身体。体重700-1500克。以水果和坚果为食，居住在树洞里。领域性，雌性的领域通常有一公顷，而雄性的领域则可达两公顷。

## 保护
本种于2023年被收录入《有重要生态、科学、社会价值的陆生野生动物名录》。